# Assabah (Tunisie)
Pour les articles homonymes, voir Assabah.
Assabah (arabe : الصباح) est un quotidien tunisien en langue arabe qui paraît à Tunis depuis le 1er février 1951. Il appartient au groupe de presse Dar Assabah et se définit comme un « quotidien indépendant ».

## Histoire
Le quotidien Assabah est fondé par Habib Cheikhrouhou qui lance également le quotidien francophone Le Temps. Abdellatif Fourati en est le rédacteur en chef de 1980 à 2000.
Le 17 août 2012, le quotidien publie un encart blanc, barré du mot « éditorial » sur sa une, pour protester contre la nomination par le gouvernement d'un nouveau directeur général à la tête du groupe auquel il appartient. La nomination de Lotfi Touati au poste de PDG suscite une polémique en raison de ses liens avec le régime déchu de Zine el-Abidine Ben Ali quand il était commissaire de police,. Un mouvement de contestation national émerge et certains journalistes engagent une grève de la faim.
Le 7 novembre 2013, un groupe de hackers, Les Fallagas, pirate le site du journal électronique Assabah News à la suite de la publication d’un article portant sur l’accord qu’auraient signé Béji Caïd Essebsi et Rached Ghannouchi pour le prolongement de trois mois de la période transitoire. Les Fallagas communiquent qu’ils ont également piraté les sites web du journal Le Temps et L’Expression, journaux qu’ils qualifient de « médias de la honte ».